# トリオキナーゼ
トリオキナーゼ(Triokinase、EC 2.7.1.28)は、以下の化学反応を触媒する酵素である。
ATP + D-グリセルアルデヒド {\displaystyle \rightleftharpoons } ADP + D-グリセルアルデヒド-3-リン酸
従って、この酵素の基質はATPとD-グリセルアルデヒドの2つ、生成物はADPとD-グリセルアルデヒド-3-リン酸の2つである。
この酵素は転移酵素、特にアルコールを受容体とするホスホトランスフェラーゼに分類される。この酵素の系統名は、ATP:D-グリセルアルデヒド 3-ホスホトランスフェラーゼ(ATP:D-glyceraldehyde 3-phosphotransferase)である。トリオースキナーゼとも呼ばれる。この酵素は、ペントースとグルクロン酸の相互変換及びフルクトースの代謝に関与している。